# 제련해도
제련해도는 VINXEN의 첫 EP 앨범이다.

## 트랙 리스트
1. SINKING DOWN WITH U
2. 필요도
3. 타는 목마름으로 (With 하선호(Sandy))
4. 암순응 (Feat. 오반 (OVAN), HAON)
5. 그대들은 어떤 기분이신가요
6. 낙서
7. SINKING DOWN WITH U (Inst.) (CD Only)
8. 그대들은 어떤 기분이신가요 (Inst.) (CD Only)